# Príncipe do Brasil (Brasil)

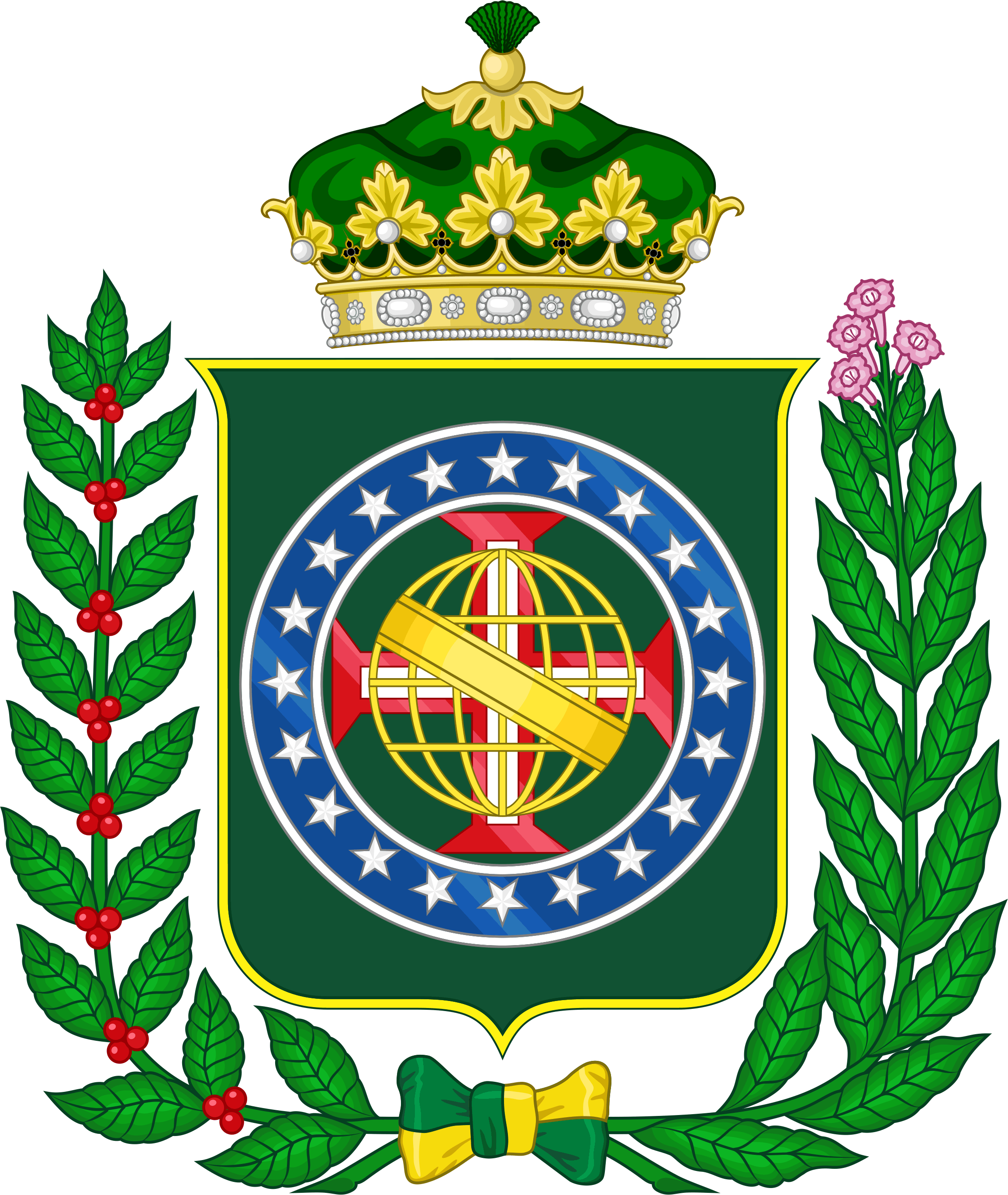
Brasão dos príncipes do Brasil

Príncipe do Brasil é, em sentido restrito, o título nobiliárquico dos filhos legítimos dos Imperadores e do herdeiro presuntivo da coroa do Império do Brasil. Em sentido lato, ocasionalmente é também utilizado para designar todos os filhos do monarca, inclusive o que têm o título de príncipe imperial. 
Apesar de por vezes ser mencionado, este título não encontra registro na Constituição do Império, de 1824, tampouco em atos adicionais espedidos pelos Chefes da Casa Imperial do Brasil.

## Constituição do Império do Brasil e os títulos
A Constituição do Império do Brasil, de 1824, informa em seu artigo 105:
"O Herdeiro presumptivo do Imperio terá o Titulo de "Principe Imperial" e o seu Primogenito o de "Principe do Grão Pará" todos os mais terão o de "Principes". O tratamento do Herdeiro presumptivo será o de "Alteza Imperial" e o mesmo será o do Principe do Grão Pará: os outros Principes terão o Tratamento de Alteza".
Tal artigo confirma definitivamente a inexistência do título de Príncipe do Brasil tanto pela legislação brasileira, quanto pela tradição da Casa Imperial do Brasil. 

## Conselho de Estado
Outra função que os príncipes do Brasil poderiam exercer, ao completarem dezoito anos, era o de conselheiros de Estado. Diferentemente do príncipe imperial, que adquiriria tal direito automaticamente ao completar a idade requerida, os príncipes do Brasil dependiam da indicação do Imperador. Caso compusessem o Conselho de Estado, não contabilizariam para o número máximo de membros deste órgão, que era de dez.

## Senado do Império
Os príncipes da casa imperial brasileira eram senadores por direito, podendo exercer tal prerrogativa quando completassem vinte e cinco anos de idade. A regra abrangia o Príncipe Imperial, o Príncipe do Grão-Pará e os demais Príncipes do Brasil. 

## Auxílio financeiro
Os príncipes brasileiros tinham assegurado o recebimento de auxílio financeiro desde seu nascimento, cujo valor era aprovado pela Assembleia Legislativa. Tal auxílio financeiro cessava-se quando da saída dos príncipes do Brasil—ou seja, quando contraíssem matrimônio com cônjuge estrangeiro e para o país de origem deste fossem viver. Este auxílio financeiro era pago pelo Tesouro Público e entregue ao Mordomo-mor.
No caso das princesas do Brasil, ao se casarem, era-lhes conferido um dote, após o qual cessava-se o auxílio financeiro. No caso dos Príncipes, após o casamento receberiam ainda uma última parcela deste auxílio, visto que não ofereciam dote. Diferentemente das Princesas, os Príncipes que se casassem e se mantivessem no Brasil continuariam a receber o auxílio.

## Príncipes e Princesas do Brasil (1822-1889)
| Príncipe           | Príncipe                                               | Nascimento                                       | Morte                                                   | Relação com o Soberano | Títulos                                    |
| ------------------ | ------------------------------------------------------ | ------------------------------------------------ | ------------------------------------------------------- | ---------------------- | ------------------------------------------ |
| Januária Maria     |                                                        | 11 de março de 1822 Palácio de São Cristóvão     | 18 de março de 1901 Nice, França                        | Filha                  | Condessa de Áquila (1844-1901)             |
| Paula Mariana      |                                                        | 17 de fevereiro de 1823 Palácio de São Cristóvão | 16 de janeiro de 1833 Palácio de São Cristóvão          | Filha                  |                                            |
| Francisca          |                                                        | 2 de agosto de 1824 Palácio de São Cristóvão     | 27 de março de 1898 Paris, França                       | Filha                  | Princesa de Joinville (1843-1898)          |
| Pedro de Alcântara |                                                        | 2 de dezembro de 1825 Palácio de São Cristóvão   | 5 de dezembro de 1891 Paris, França                     | Filho                  | Príncipe Imperial (1825-1831)              |
| Maria Amélia       |                                                        | 1 de dezembro de 1831 Paris, França              | 4 de fevereiro de 1853 Funchal, Portugal                | Filha                  |                                            |
| Afonso Pedro       |                                                        | 23 de fevereiro de 1845 Palácio de São Cristóvão | 11 de junho de 1847 Palácio de São Cristóvão            | Filho                  | Príncipe Imperial (1845-1847)              |
| Isabel             | Ficheiro:Isabel, Princesa do Brasil, 1846-1921.(2).jpg | 29 de julho de 1846 Palácio de São Cristóvão     | 14 de novembro de 1921 Castelo d'Eu, França             | Filha                  | Princesa Imperial (1847-1889)              |
| Leopoldina         |                                                        | 13 de julho de 1847 Palácio de São Cristóvão     | 7 de fevereiro de 1871 Palácio Coburgo, Áustria-Hungria | Filha                  | Duquesa de Saxe (1864-1871)                |
| Pedro Afonso       |                                                        | 19 de julho de 1848 Palácio de São Cristóvão     | 9 de janeiro de 1850 Fazenda Imperial de Santa Cruz     | Filho                  | Príncipe Imperial (1848-1850)              |
| Pedro Augusto      |                                                        | 19 de março de 1866 Palácio Leopoldina           | 6 de julho de 1934 Tulln an der Dona, Áustria-Hungria   | Neto                   |                                            |
| Augusto Leopoldo   |                                                        | 6 de dezembro de 1867 Petrópolis                 | 11 de outubro de 1922 Schladming, Áustria-Hungria       | Neto                   | Duque de Saxe (1867-1922)                  |
| Luís               |                                                        | 26 de janeiro de 1878 Palácio Isabel             | 26 de março de 1920 Cannes, França                      | Neto                   | Príncipe de Orléans e Bragança (1878-1920) |
| Antônio Gastão     |                                                        | 9 de agosto de 1881 Paris, França                | 29 de novembro de 1918 · Edmonton, Reino Unido          | Neto                   | Príncipe de Orléans e Bragança (1881-1918) |